# Ermengarde von Italien
Ermengarde von Italien (* wohl 852/855; † vor dem 22. Juni 896) war die jüngere Tochter des im August 875 verstorbenen Königs von Italien und römischen Kaisers Ludwig II. von Italien. Sie regierte stellvertretend für ihren Sohn Ludwig den Blinden der im Alter von fünf Jahren zum italienischen Kaiser ernannt wurde. Die Ernennung ihres Sohns ermöglichte Ermengarde mit Hilfe ihrer Mutter, der Witwe Ludwig II. von Italien.

## Leben
Als Ludwig II. 869 mit dem byzantinischen Kaiser Basileios I. über ein Bündnis gegen die Sarazenen in Unteritalien verhandelte, wurde erwogen, Ermengarde mit dem byzantinischen Thronfolger Konstantin zu verheiraten, doch kam es nicht dazu. Zwischen März und Juni 876 heiratete sie Boso von Vienne aus der Familie der Buviniden, seit 870 Graf von Vienne, den Karl der Kahle, der in Nachfolge von Ludwig II. zum Kaiser gewählte westfränkische König, zum Herzog in Italien, das heißt zu seinem dortigen Stellvertreter, machte.
Im Mai 878 suchte Papst Johannes VIII. auf seiner Flucht vor den Sarazenen und dem italienischen Adel in Arles bei ihr und Boso Schutz.
Ende 880 verteidigte sie erfolgreich Vienne, die Hauptstadt des Königreiches Burgund, das Boso wiederherzustellen versuchte, gegen die Belagerungstruppen der karolingischen Könige Karl der Dicke, Ludwig III. und Karlmann unter der Führung von Bosos Bruder Richard dem Gerichtsherrn.
In einer zweiten Belagerung Viennes im August 881 gelang es den Truppen Karls des Dicken, der im Februar 881 zum römischen Kaiser gekrönt worden war, die Stadt einzunehmen, die geplündert und niedergebrannt wurde. Richard nahm seine Schwägerin und deren Kinder unter seinen Schutz und brachte sie nach Autun, während Boso in die Provence floh.
Nach Bosos Tod am 11. Januar 887 wurde Ermengarde mit Richards Hilfe zur Regentin der Provence ernannt; im Mai des Jahres brachte sie ihren Sohn Ludwig zu Kaiser Karl dem Dicken, damit dieser ihn adoptiere, was auch geschah.
Im Mai 889 unterwarf sie sich dem ostfränkischen König Arnulf von Kärnten.
Ermengarde war Äbtissin von San Salvatore zu Brescia.

## Ehe und Nachkommen
Ermengarde heiratete zwischen März und Juni 876 Boso von Vienne aus der Familie des Buviniden; mit ihm hatte sie vermutlich drei Kinder:
- Engelberga (* wohl 877, † nach Januar 917)

⚭ vor 910 Wilhelm I. († 6. Juli 918), Herzog von Aquitanien
- Irmengard (Ermengard) (* um 880/885)

⚭ Manasses I. († 918), Graf von Chalon, beider Sohn war Giselbert, 952–956 Herzog von Burgund.
- Ludwig III. Bosonides, der Blinde (* um 881/882; † 5. Juni 928), 887–928 König von Niederburgund, 900–905 König von Italien, 901–905 römischer Kaiser

⚭ um 900 Anna von Byzanz (* 886, † vor 914), Tochter des byzantinischen Kaisers Leo VI.
⚭ 914 Adelheid von Burgund, Tochter Königs Rudolf I. aus der Familie der Welfen